# Pseudanthias elongatus
Pseudanthias elongatus là một loài cá biển thuộc chi Pseudanthias trong họ Cá mú. Loài này được mô tả lần đầu tiên vào năm 1910.

## Phân bố và môi trường sống
P. elongatus có phạm vi phân bố ở Tây Bắc Thái Bình Dương. Loài cá này được tìm thấy ở vùng biển phía nam Nhật Bản và xung quanh đảo Đài Loan. Chúng sống độ sâu khoảng từ 60 đến 100 m.

## Mô tả

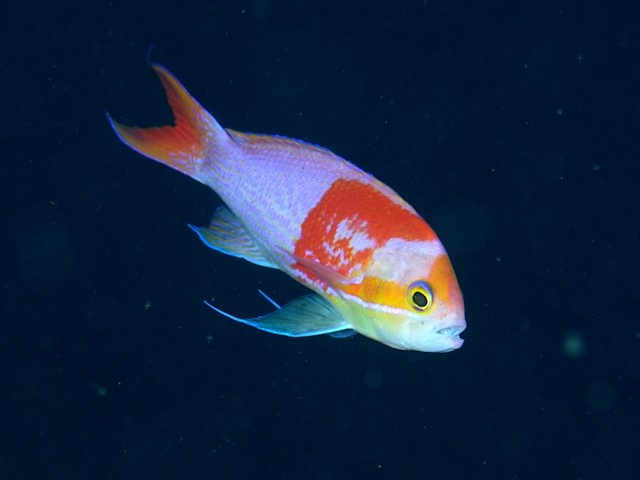
Một cá thể P. elongatus đực

P. elongatus có chiều dài cơ thể tối đa được ghi nhận là 14 cm. Đây là loài dị hình giới tính, giống với hầu hết các loài cá có mặt trong chi Pseudanthias.